# ルーフレール

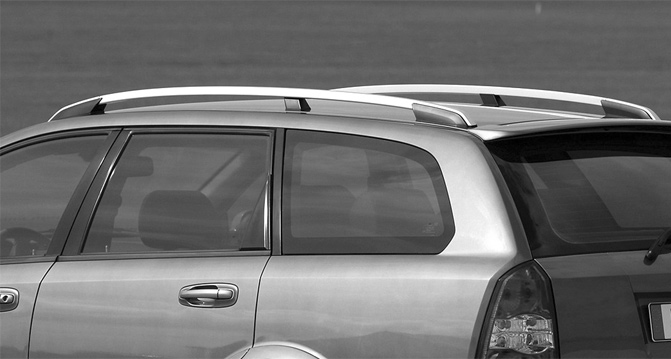
ルーフレール

ルーフレール(英: roof rail)は、自動車に装備される設備の一つ。ステーションワゴンや、スポーツ・ユーティリティ・ビークル（SUV）などの屋根部分に装備され、荷物を積載するために利用する。海外ではルーフラック（英語：Roof rack）とも呼ばれる。

## 概要
通常、ルーフレールに荷物を積載する場合は、キャリア（車体に対して横方向に渡す棒状の器具）と、積載する用途に沿ったさまざまな器具とを組み合わせる。
全般的に、100 kg程度（車種によって異なる）の積載が可能だが、ファッション重視のルーフレールも存在するため、最大許容過重の確認が必要である。日本では、主にスキー、サーフボード、自転車、カヤックなど、車内に積むことのできないアウトドア関連の長尺な荷物を積載することが多い。
近年では、ルーフレールを利用しないユーザーが増えたためか、ステーションワゴンであってもルーフレールを標準装備しない車種が増えている。

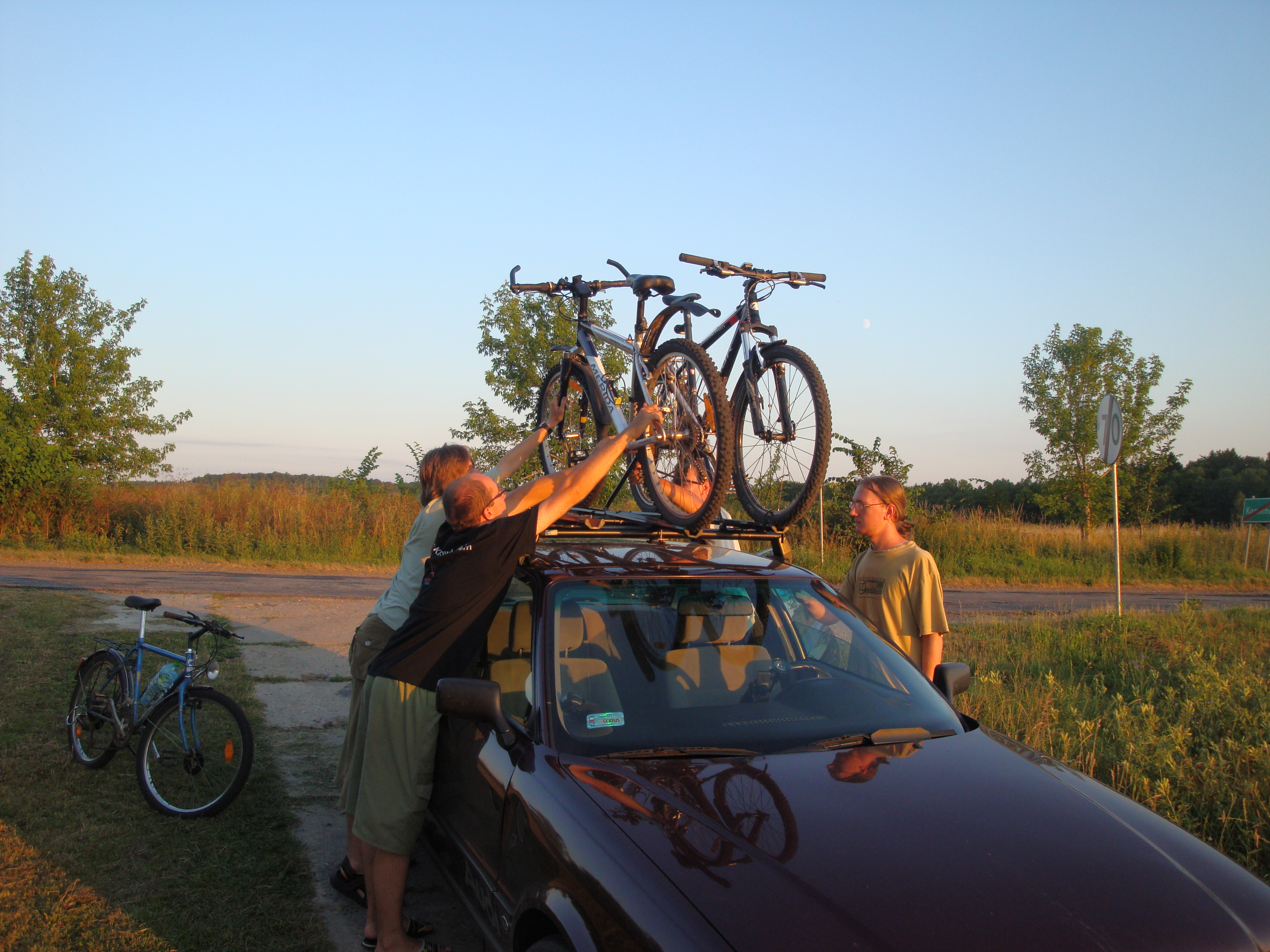
積載例（自転車）
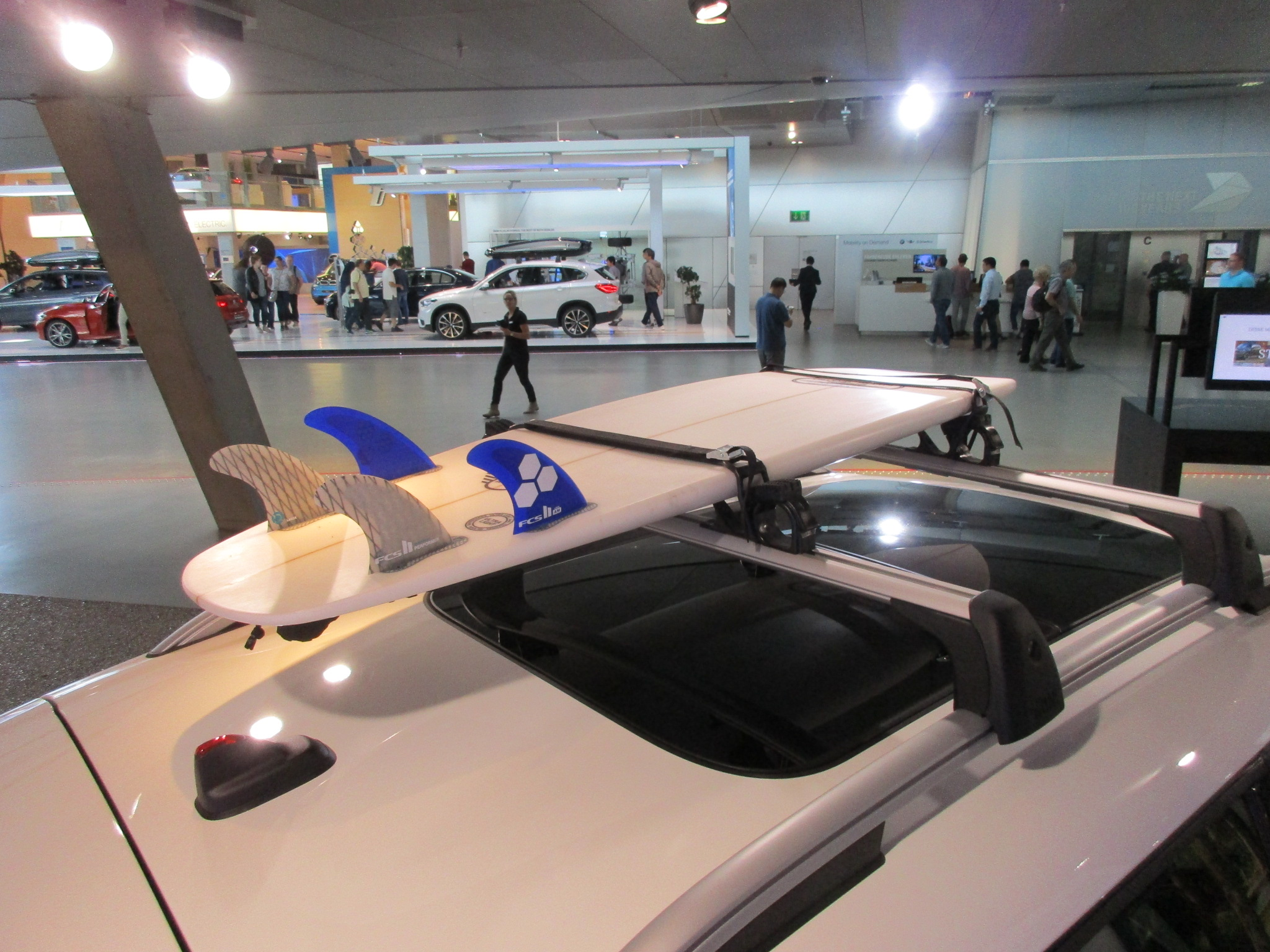
積載例（サーフボード）
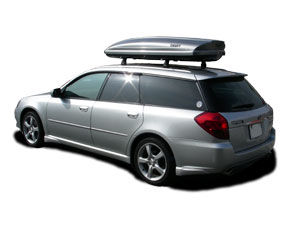
ルーフボックス